# Wittichenau
Wittichenau, in alto sorabo Kulow, è una cittadina della Sassonia situata nel circondario rurale di Bautzen, nell'Alta Lusazia. Una parte della popolazione ha come lingua madre il sorabo, l'altra il tedesco.

## Geografia fisica
Wittichenau si trova circa 5 km a sud rispetto alla città di Hoyerswerda, sul fiume Elster Nera (Schwarze Elster). Nel territorio circostante scorrono inoltre altri piccoli torrenti, come lo Schwarzwasser e il Klosterwasser, che confluiscono qui nell'Elster Nera. Come uno dei suoi rami laterali, nei pressi della città corre il canale di difesa dalle inondazioni chiamato Wudra, affidato al servizio nazionale di lavoro obbligatorio. La zona circostante è piatta, ricca di acque e in parte fittamente ricoperta di boschi.

## Stemma

### Descrizione
Lo stemma mostra la Vergine Maria in azzurro e rosso avvolta da uno sfondo dorato, munita di un'aureola d'argento. Nella sinistra tiene il Bambino Gesù munito di un'aureola d'argento e nella destra una verga, sulla quale poggia una colomba stilizzata. Maria sta su una luna falcata d'argento, le cui estremità rivolte verso l'alto sono decorate ciascuna con tre fiori d'argento stilizzati.

### Significato
Lo stemma si basa sull'unico stemma conosciuto della città del XVII secolo, che è derivato a sua volta dallo stemma del monastero cistercense di Marienstern.

## Storia
Wittichenau è menzionata per la prima volta nel 1248 come Witigenow nell'atto di fondazione dell'abbazia di Marienstern ad opera del signore di Kamenz. Nel 1286 la località fu definita per la prima volta città, civitatem Witigenhaw. Come fondatore della località può essere riconosciuto Witego I di Kamenz, citato nell'atto, al quale si fa risalire anche il nome Witigenow. L'origine del nome sorabo viene dal nome della località vicina di Keula (Kulowc), che significa "piccolo villaggio a forma circolare".
Fino al XVIII secolo la città appartenne, insieme a molti altri insediamenti sorabi, all'amministrazione dell'abbazia di Marienstern (la cosiddetta "Olanda").
Tra il 1815 e il 1945 Wittichenau, con i villaggi circostanti, appartenne al Regno di Prussia.

## Amministrazione

### Gemellaggi
Wittigenau è gemellata con le città di Tanvald (Repubblica Ceca), Bad Honnef (Germania) e Lubomierz (Polonia).

## Articolazione della città
La città comprende i seguenti dodici quartieri:
| - Brischko (Brěžki), 172 abitanti - Dubring (Dubrjenk), 105 ab. - Hoske (Hózk), 158 ab. - Keula (Kulowc), 211 ab. - Kotten (Koćina), 195 ab. - Maukendorf (Mučow), 486 ab. | - Neudorf Klösterlich (Nowa Wjes), 81 ab. - Rachlau (Rachlow), 212 ab. - Saalau (Salow), 196 ab. - Sollschwitz (Sulšecy), 287 ab. - Spohla (Spale), 455 ab. - Wittichenau (Kulow), 3.534 ab. |

## Cultura e luoghi da vedere

### Luoghi da vedere
Tra i più importanti monumenti architettonici è da annoverare la chiesa parrocchiale cattolica nel centro della città, che fu ricostruita nel 1440 dopo la distruzione ad opera degli Hussiti. La pseudobasilica a tre navate negli anni fu allungata e completata con una volta. L'altare maggiore fu sbozzato in un unico blocco di marmo nel 1722-23 da Matthias Wenzel Jäckel (Praga), nato a Wittichenau. L'arredo della chiesa è completamente barocco.
A Wittichenau si trovano inoltre parecchi mulini storici, tra i quali il mulino Schowtschick - fino al 1560 mulino Kubitz - l'ultimo dei tre mulini ad acqua al margine della Palude di Dubring. Il mulino Pasternak e il mulino Mittel furono demoliti a cavallo del secolo. Il mulino Kober (ex mulino Koßlick) era, fino agli anni venti, una cartiera, mentre oggi funge da mulino per i cereali. Il mulino della città fu menzionato per la prima volta nel 1650.
Sulla piazza del mercato della cittadina si trovano tanto una colonna di distanza postale (Postdistanzsäule), ossia una pietra miliare, dell'elettorato di Sassonia del 1732, la cui iscrizione originale è nel Museo del castello di Hoyerswerda, quanto la colonna di Krabat, che ricorda il colonnello Johannes Schadowitz, al quale risale la saga soraba di Krabat. Lo ricorda una lapide sulla sua tomba nella chiesa cattolica. Oggigiorno inoltre, attraverso Wittichenau, corre il percorso ciclabile "Sulle tracce del Krabat".

### Manifestazioni ricorrenti
Tra i momenti culturali salienti sono da ricordare, tra gli altri, la Cavalcata occidentale (Osterreiten) e il giorno di Carnevale (Karnevalszeit). Il Carnevale a Wittichenau esiste dal 1706.

## Educazione
La città di Wittichenau ospita la scuola elementare "Krabat", nonché la scuola media "Korla Awgust Kocor".